# Port lotniczy Luksor
Port lotniczy Luksor – międzynarodowy port lotniczy położony 6 km na wschód od Luksoru. Jest jednym z największych portów lotniczych w Egipcie. 20 lutego 2009 roku ukraiński samolot transportowy antonow An-12, po 700 metrach po starcie runął na ziemię. Prawdopodobnie przyczyną wypadku był pożar na pokładzie. Zginęło 5 członków załogi.

## Linie lotnicze i połączenia
| Linia Lotnicza         | Kierunek |
| ---------------------- | --- |
| Aegean Airlines        | 1. Ateny |
| Air Cairo              | 1. Bilbao 2. Bolonia 3. Kair 4. Katania 5. Hurghada 6. Malaga 7. Mediolan-Malpensa 8. Rzym-Fiumicino 9. Szarm el-Szejk 10. Walencja Sezonowo: 1. Dżudda 2. Lyon 3. Nantes 4. Paryż-Charles de Gaulle |
| Edelweiss Air          | Sezonowo: 1. Zurych |
| EgyptAir               | 1. Kair 2. Szarm el-Szejk Sezonowo: 1. Londyn-Heathrow |
| Jazeera Airways        | 1. Kuwejt |
| Neos                   | Sezonowo: 1. Mediolan-Malpensa |
| Nesma Airlines         | Sezonowo: 1. Dżudda |
| Nile Air               | 1. Kair Sezonowe czartery: 1. Mediolan-Malpensa 2. Rzym-Fiumicino |
| Petroleum Air Services | Sezonowe czartery: 1. Kair |
| Transavia.com          | Sezonowo: 1. Paryż-Orly |
| TUI Airways            | Sezonowo: 1. Londyn-Gatwick (od 7 listopada 2024) 2. Manchester (od 7 listopada 2024) |
| TUI fly Belgium        | Sezonowo: 1. Bruksela |
| TUI fly Deutschland    | Sezonowo: 1. Düsseldorf |
| Turkish Airlines       | 1. Stambuł |
| Vueling Airlines       | Sezonowo: 1. Barcelona |